# Хе (буква еврейского алфавита)
Хе (иногда хей, ивр. הֵי‎) — пятая буква еврейского алфавита. В иврите обозначает глухой глоттальный щелевой согласный [h]. Буква ה в конце слова может использоваться как матерь чтения. Является одной из пяти букв, которые не могут нести сильный дагеш, то есть не удваиваются.
И в роли матери чтения, и в роли обычной буквы (как в начале слова, так и в конце) может являться частью многих вспомогательных элементов слова, например:
- как мать чтения с предшествующей огласовкой камац — окончание женского рода;
- в конце слова с предшествующей огласовкой камац и маппиком — местоименное окончание, обозначающее «принадлежащий ей»;
- в конце слова с предшествующей огласовкой сеголь-йод и с камацем внизу — местоименное окончание, обозначающее «принадлежащие ей»;
- в начале слова с огласовкой патах и сильным дагешем в следующей букве — определённый артикль, а также союз перед причастным оборотом;
- в начале слова с огласовкой хатаф-патах — вопросительная частица.

Произошла буква ה от финикийской буквы 𐤄.

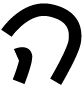
Письменная буква Хей

Гематрия буквы ה — число 5.